# Bazina du Gour
La bazina du Gour ou le Gour est un site archéologique situé dans la région de Meknès-Tafilalet, au Maroc. Bien que Gabriel Camps date le mausolée berbère qui y est situé du VIIe siècle apr. J.-C., Emanuele Papi suggère qu'il est probablement plus ancien étant donné que la technique de construction employée ne correspond pas à la chronologie proposée. De plus, les données 14C fournit par Gabriel Camps serait possiblement en lien avec une tranchée tardive ou une tombe islamique bâtie sur le monument lui-même.

## Description
Le mausolée est une bazina circulaire originellement à six assises et devait atteindre dans l'antiquité 9,20m de hauteur.

## Histoire
Le Gour a été signalé dès 1903, par le marquis de Segonzac qui, en outre, décrit sommairement les ruines voisines de Sidi el Mokhfi ; celles-ci furent relevées avec une précision satisfaisante par le capitaine Pizon. Ces ruines, vraisemblablement d’une installation agricole, ont complètement disparu depuis la construction d’une ferme sur les lieux mêmes.
Au Souk, signalé par la présence du mausolée circulaire, subsistaient deux monuments, le Gour proprement dit et une plate-forme rectangulaire située au nord-est. Pour un observateur placé au sommet du Gour, elle indique le levant au solstice d’été. Deux campagnes de fouilles menées en 1959 ont fait connaître la structure de ces monuments.

## Situation
Le village (douar) Souk Jemaa El Gour est situé au sud de l'autoroute A2, à environ 30 km à l'est de Meknès dans un paysage de collines agricoles à l'intersection des routes P7050 et P7067. La structure appelée El Gour est située au-dessus d'une vallée fluviale, à environ 500 m au nord-est du château d'eau du village.

## Patrimoine mondial
Le site a été ajouté à la liste indicative du patrimoine mondial de l'UNESCO, le 1er juillet 1995, dans la catégorie culturelle sous le nom de "El Gour".